# Poldini Ede
Poldini Ede (Pest, 1869. június 13. – Vevey, 1957. június 28.) zeneszerző és zongoraművész. Bár bachi termékenységű szerző volt, ma neve csak mint a magyar nemzeti vígopera, a Farsangi lakodalom komponistájaként él. Kerner István karmester sógora.

## Élete
Apai nagyapja Itáliából Pestre települt nyomdász volt, kinek fia, id. Ede folytatta a szakmát, mellette lelkes amatőr színjátszó volt, szép énekhanggal. Anyja Engeszer Emilia, Engeszer József pesti egyházkarnagy és zeneszerző lánya, kétgyermekes özvegy. Összesen hét gyermekük lett. A házi muzsikálás, polgári családhoz illően, mindennapos volt a Poldini családban.
A későbbi zeneszerző Poldini 1885-ben előjátszott Lisztnek mint reménybeli zongoravirtuóz, de nem lett a tanítványa. A budapesti Nemzeti Zenedében Tomka István, majd Bécsben Brahms ajánlásával Eusebius Mandyczewski tanítványa volt.
Tanulmányai befejeztével zongoristaként turnézott. Zeneszerzőként első feltűnést keltő műve az 1892-ben bemutatott Ébresztő című férfikar Bajza József versére. Két évvel később volt első színpadi próbálkozása, az Északi fény című egyfelvonásos balett. A szövegkönyv (Victor Léon) már a maga korában is olyan nevetséges volt (Grönlandon [!] táncoló eszkimók, jegesmedvék stb.), hogy a harmadik előadás után lekerült a műsorról. Több sikere volt az ezután bemutatott meseoperáival.
1908-tól Svájcban élt. Zeneszerzőként legnagyobb sikerét színpadi műveivel aratta.

## Művei
Máig legismertebb műve a Farsangi lakodalom című vígopera (1924).
- énekes mesejátékok: Csipkerózsika, Hamupipőke, Vasorrú bába
- operák: Csavargó és királyleány, Selyemháló, Himfy
- balett: Északi fény
- A táncoló baba. Hegedű-zongora virtuóz duett

## Külső hivatkozások
- Magyar színházművészeti lexikon. Főszerk. Székely György. Budapest: Akadémiai. 1994.  ISBN 963-05-6635-4
- Magyar életrajzi lexikon I–IV. Főszerk. Kenyeres Ágnes. Budapest: Akadémiai.  1967–1994.
- Fidelio
- Farsangi lakodalom
- Kottái az IMSLP-en